# Marizy
Marizy és un municipi francès, situat al departament de Saona i Loira i a la regió de Borgonya - Franc Comtat. L'any 2007 tenia 461 habitants.

## Demografia

### Població
El 2007 la població de fet de Marizy era de 461 persones. Hi havia 184 famílies, de les quals 40 eren unipersonals (20 homes vivint sols i 20 dones vivint soles), 68 parelles sense fills, 64 parelles amb fills i 12 famílies monoparentals amb fills.
La població ha evolucionat segons el següent gràfic:
Habitants censats

### Habitatges
El 2007 hi havia 252 habitatges, 186 eren l'habitatge principal de la família, 35 eren segones residències i 31 estaven desocupats. 237 eren cases i 13 eren apartaments. Dels 186 habitatges principals, 142 estaven ocupats pels seus propietaris, 31 estaven llogats i ocupats pels llogaters i 13 estaven cedits a títol gratuït; 1 tenia una cambra, 9 en tenien dues, 16 en tenien tres, 45 en tenien quatre i 115 en tenien cinc o més. 136 habitatges disposaven pel capbaix d'una plaça de pàrquing. A 74 habitatges hi havia un automòbil i a 102 n'hi havia dos o més.

### Piràmide de població
La piràmide de població per edats i sexe el 2009 era:
| Homes | Edats   | Dones |
| ----- | ------- | ----- |
| 0     | 95 o +  | 0     |
| 0     | 90 a 94 | 0     |
| 0     | 85 a 89 | 8     |
| 4     | 80 a 84 | 0     |
| 24    | 75 a 79 | 8     |
| 12    | 70 a 74 | 8     |
| 8     | 65 a 69 | 16    |
| 8     | 60 a 64 | 16    |
| 16    | 55 a 59 | 8     |
| 8     | 50 a 54 | 24    |
| 24    | 45 a 49 | 16    |
| 8     | 40 a 44 | 24    |
| 20    | 35 a 39 | 4     |
| 20    | 30 a 34 | 12    |
| 16    | 25 a 29 | 8     |
| 16    | 20 a 24 | 8     |
| 4     | 15 a 19 | 32    |
| 24    | 10 a 14 | 8     |
| 16    | 5 a 9   | 20    |
| 4     | 0 a 4   | 16    |

## Economia
El 2007 la població en edat de treballar era de 275 persones, 192 eren actives i 83 eren inactives. De les 192 persones actives 178 estaven ocupades (98 homes i 80 dones) i 14 estaven aturades (4 homes i 10 dones). De les 83 persones inactives 38 estaven jubilades, 19 estaven estudiant i 26 estaven classificades com a «altres inactius».

### Ingressos
El 2009 a Marizy hi havia 181 unitats fiscals que integraven 455 persones, la mediana anual d'ingressos fiscals per persona era de 15.687 €.

### Activitats econòmiques
Dels 21 establiments que hi havia el 2007, 1 era d'una empresa alimentària, 3 d'empreses de fabricació d'altres productes industrials, 3 d'empreses de construcció, 3 d'empreses de comerç i reparació d'automòbils, 4 d'empreses d'hostatgeria i restauració, 1 d'una empresa immobiliària, 4 d'empreses de serveis i 2 d'empreses classificades com a «altres activitats de serveis».
Dels 6 establiments de servei als particulars que hi havia el 2009, 1 era un taller de reparació d'automòbils i de material agrícola, 1 paleta, 2 fusteries i 2 restaurants.
Dels 2 establiments comercials que hi havia el 2009, 1 era una botiga de més de 120 m² i 1 una botiga de menys de 120 m².
L'any 2000 a Marizy hi havia 32 explotacions agrícoles que ocupaven un total de 2.139 hectàrees.

## Equipaments sanitaris i escolars
El 2009 hi havia una escola elemental integrada dins d'un grup escolar amb les comunes properes formant una escola dispersa.

## Poblacions més properes
El següent diagrama mostra les poblacions més properes.